# Diego Peretti
Diego Aldo Peretti (Buenos Aires, 10 de febrero de 1963) es un actor y médico psiquiatra argentino. 
Peretti comenzó su carrera a finales de los años 1980, precisamente en teatro con La ilusión del orgasmo, más tarde incursionó en la televisión debutando con Zona de riesgo y El sueño de los héroes en cine. Es galardonado por los Premios Konex con el diploma al mérito al actor de cine de las décadas 2000 y 2010. También es poseedor de Premios Martín Fierro y Premios Cóndor de Plata.  
Es conocido por haber protagonizado las series de televisión Los simuladores y El reino, así como también las películas No sos vos, soy yo, Tiempo de valientes, Wakolda, El robo del siglo y La ira de Dios.

## Biografía
Diego Peretti nació el 10 de febrero de 1962 en el barrio de Constitución de la ciudad de Buenos Aires, viviendo en la esquina de las calles San Juan y Lima. Su padre era Aldo Juan Peretti, un inmigrante italiano que enseñaba física y matemática, y su madre, Margarita Venegas, era una inmigrante española (oriunda de Madrid) que vendía ropa. Existe la común creencia de que Diego Peretti nació en el barrio de Balvanera, sin embargo, el mismo actor corrigió su lugar de nacimiento durante una entrevista con Miguel Granados en su programa ESPN Playroom.
Realizó sus estudios primarios en el colegio Cangallo Schule y el secundario en el Colegio Nacional de Buenos Aires. Siguiendo el consejo de sus padres decidió comenzar una carrera universitaria, graduándose como médico, posteriormente se especializa en psiquiatría. Durante sus años de estudiante militó en el Partido Intransigente de la universidad. Comenzó a estudiar actuación con Raúl Serrano como un pasatiempo cuando estaba en segundo año de la facultad.

## Carrera actoral
Mientras realizaba la residencia en el Hospital Castex, Peretti comenzó a actuar en teatro, en obras como Angelito, Volver a la Habana y Bar Ada. El primer papel de Diego Peretti en la televisión fue en 1993 en el unitario Zona de riesgo. Al año siguiente interpretó al Tarta en la serie policial Poliladron. En el segundo año de esta serie Peretti abandonó definitivamente la psiquiatría para dedicarse a la actuación.
En 1997 actuó en televisión en RRDT junto a Carlos Calvo y China Zorrilla, y realizó su primera película en cine, El sueño de los héroes, bajo la dirección de Sergio Renán. Al año siguiente participó en la telenovela de Canal 13, Gasoleros. En cine fue convocado para participar en los cortos Punto muerto y Los últimos días de Damián Szifron, y en los largometrajes Taxi, un encuentro (2000) y Alma mía, protagonizado por Pablo Echarri y Araceli González. Peretti participó en la serie Culpables durante el año 2001, labor por la cual recibió un premio Martín Fierro al mejor actor de unitario y/o miniserie. Al año siguiente, comenzó la serie Los simuladores nuevamente junto a Szifron, en la cual Peretti interpretaba a Emilio Ravenna y también contribuía con los guiones. Ese mismo año hizo un cameo haciendo un espectáculo de stand-up en la película El fondo del mar del mismo director.
En 2004 actuó en la película No sos vos, soy yo, dirigida por Juan Taratuto en el papel de un cirujano con problemas maritales. Con esta película ganó el premio al mejor actor en el Festival de Cine de Lérida y en televisión coprotagonizó el unitario Locas de amor, interpretando al psiquiatra Martín Uribelarrea. Al año siguiente protagonizó la segunda película de Szifron, Tiempo de Valientes. Allí interpreta al licenciado Mariano Silverstein, psicólogo judío, junto a Luis Luque. En televisión actuó en Botines y protagonizó Criminal. 

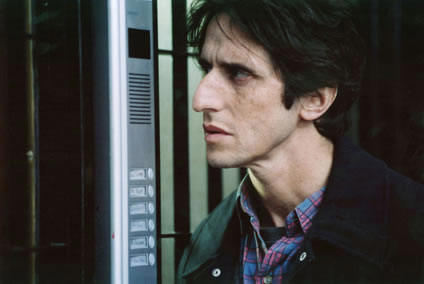
Diego Peretti en uno de sus filmes, año 2006.

Nuevamente bajo la dirección de Juan Taratuto interpretó su siguiente papel (Aldo) en la película ¿Quién dice que es fácil? de 2006, junto a la actriz Carolina Peleritti (como Andrea). Fue el protagonista de la remake de El hombre que volvió de la muerte en 2007 donde interpretó el personaje de Elmer Van Hess, originalmente llevado a cabo por Narciso Ibáñez Menta. Al mismo tiempo, interpretó el papel de Santana en la cinta neo-noir La señal, dirigida y protagonizada por Ricardo Darín.
En 2008 participó de la serie española Cuestión de sexo, en la que interpretó a Bernardo, el psicólogo del instituto, en la que participaba Willy Toledo, Pilar Castro, Carmen Ruiz y Sabrina Garciarena. Al año siguiente, protagonizó Música en espera, junto a Natalia Oreiro, donde interpretó a un musicalizador de películas. Luego protagonizó la española Maktub, en 2011, y En fuera de juego, en 2012.

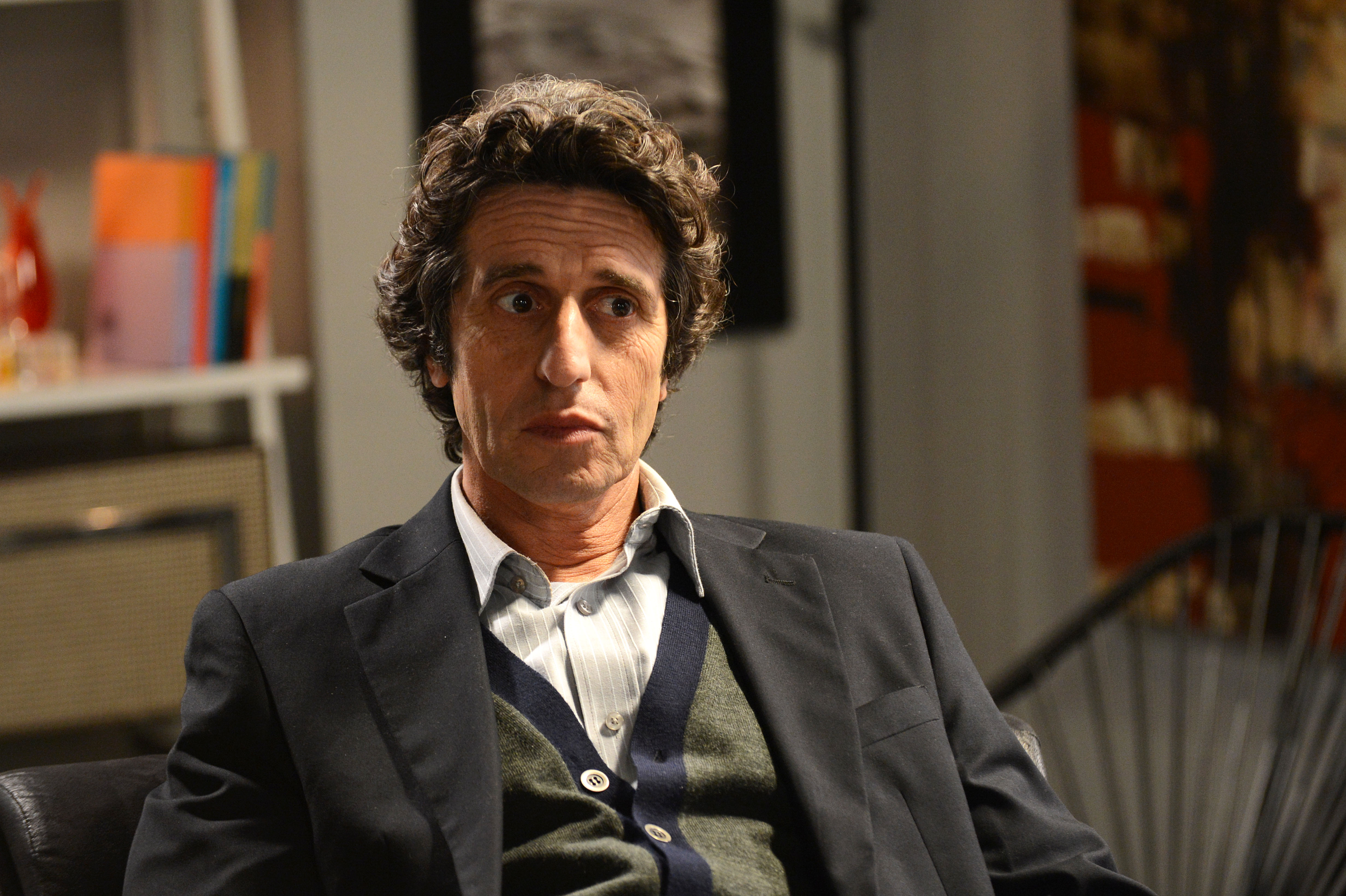
Peretti protagonizando su papel en En terapia, año 2013

En 2012 encarnó al psicólogo Guillermo Montes en En terapia, ciclo que lo tuvo como protagonista durante tres temporadas, entre 2012 y 2014, por la TV pública. Por su actuación recibió durante dos años consecutivos el premio Martín Fierro al mejor actor de unitario y/o miniserie. En 2013 protagonizó Wakolda, junto a Natalia Oreiro. Esta película fue elegida por la Academia de las Artes y las Ciencias Cinematográficas como precandidata a mejor película hablada en idioma extranjero para los premios Oscar por Argentina. Sus siguientes películas fueron Papeles en el viento, junto a Diego Torres, Pablo Echarri y Pablo Rago, y luego Sin hijos, en coproducción con España. En teatro protagonizó la obra La chica del adiós, junto a Paola Krum, por la cual ganó el premio ACE al mejor actor protagónico de comedia en 2015, y en 2017 protagonizó Los Vecinos de Arriba, en el Teatro Metropolitan Sura.

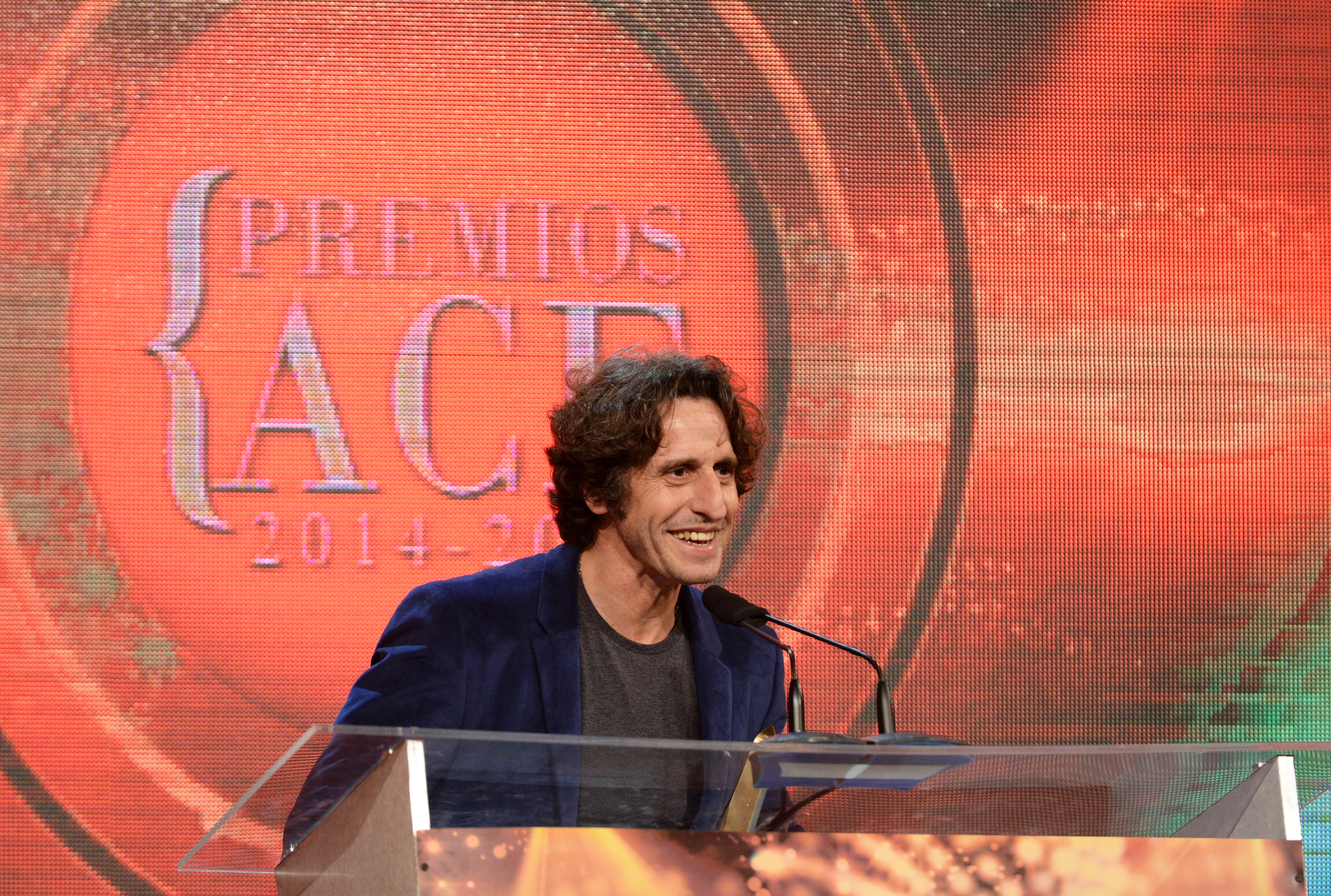
Peretti en los Premios ACE 2015-16

En 2018, volvió a protagonizar el papel de psiquiatra, siendo parte de Re loca. Ese año también hizo una participación eventual en El host de FOX, en esos años hasta el siguiente continuó haciendo teatro en Los vecinos de arriba. Uno de sus papeles más importantes llegaría con El robo del siglo en 2020, una película basada en el Robo al Banco Río de Acassuso, dónde Peretti encarnó en Fernando Araujo, cerebro y ejecutor del golpe. Su papel le valió la nominación a mejor actor en los Premios Cóndor de Plata 2021. En 2022, fue parte de La ira de Dios, siendo protagonista de la misma e incursionando en las plataformas digitales, precisamente en Netflix. También estuvo en Hoy se arregla el mundo y Ecos de un crimen. En 2023, bajo Prime Video protagonizó Doble discurso. En 2024, Peretti fue premiado por el Festival de Cine de Santander con el "Faro dos orillas" con el mérito de tender puentes entre América Latina y España.

## Filmografía

### Cine
| Año  | Título                                | Personaje             | Director                                                         | Premios |
| ---- | ------------------------------------- | --------------------- | ---------------------------------------------------------------- | --- |
| 1997 | El sueño de los héroes                | Maidana               | Sergio Renán                                                     | |
| 1998 | Punto muerto (cortometraje)           |                       | Damián Szifron                                                   | |
| 1998 | Cohen vs. Rosi                        | Ernesto, el cameraman | Daniel Barone                                                    | |
| 1998 | Mala época                            | Antonio               | Mariano De Rosa, Rodrigo Moreno, Salvador Roselli y Nicolás Saad | |
| 1999 | Los últimos días (mediometraje)       |                       | Damián Szifron                                                   | |
| 1999 | Alma mía                              | Mario                 | Daniel Barone                                                    | Nominado — Cóndor de Plata al actor revelación |
| 2000 | Los Pintín al rescate                 | Tacho (voz)           | Franco Bíttolo                                                   | |
| 2001 | Taxi, un encuentro                    | Esteban "Gato"        | Gabriela David                                                   | Nominado — Cóndor de Plata al mejor actor |
| 2003 | El fondo del mar                      | Ñaca 1                | Damián Szifron                                                   | |
| 2004 | No sos vos, soy yo                    | Javier                | Juan Taratuto                                                    | Premio del Festival de Cine Latinoamericano de Cataluña al mejor actor Nominado — Premio Clarín al mejor actor de cine                               |
| 2005 | Tiempo de valientes                   | Mariano Silverstein   | Damián Szifron                                                   | Premio del Festival de Comedia de Peñíscola al mejor actor Nominado — Cóndor de Plata al mejor actor Nominado — Premio Clarín al mejor actor de cine |
| 2007 | ¿Quién dice que es fácil?             | Aldo                  | Juan Taratuto                                                    | Nominado — Cóndor de Plata al mejor actor |
| 2007 | La señal                              | Santana               | Ricardo Darín y Martín Hodara                                    | Cóndor de Plata al mejor actor de reparto Nominado — Cóndor de Plata al mejor guion adaptado                                                         |
| 2009 | Música en espera                      | Ezequiel Font         | Hernán Goldfrid                                                  | Nominado — Cóndor de Plata al mejor actor Nominado — Premio Sur al mejor actor                                                                       |
| 2009 | Al final del camino                   | Olmo                  | Roberto Santiago                                                 | |
| 2010 | Más adelante (cortometraje)           | Max                   | Lucía Puenzo y Esteban Puenzo                                    | |
| 2011 | Un amor                               | Bruno                 | Paula Hernández                                                  | |
| 2011 | Maktub                                | Manolo                | Paco Arango                                                      | |
| 2012 | En fuera de juego                     | Diego Garrido         | David Marqués                                                    | |
| 2013 | La reconstrucción                     | Eduardo               | Juan Taratuto                                                    | Premio del Festival Internacional de Cine de La Habana al mejor actor Cóndor de Plata al mejor actor Nominado — Premio Sur al mejor actor            |
| 2013 | Wakolda                               | Enzo                  | Lucía Puenzo                                                     | |
| 2015 | Papeles en el viento                  | Fernando Raguzzi      | Juan Taratuto                                                    | |
| 2015 | Showroom                              | Diego Peretz          | Fernando Molnar                                                  | |
| 2015 | Sin hijos                             | Gabriel Cabau         | Ariel Winograd                                                   | |
| 2016 | Mecánica popular                      | Armando Carreras      | Alejandro Agresti                                                | |
| 2016 | La noche que mi madre mató a mi padre | Él mismo              | Inés París                                                       | |
| 2017 | Casi leyendas                         | Javier                | Gabriel Nesci                                                    | |
| 2017 | Mamá se fue de viaje                  | Víctor Garbo          | Ariel Winograd                                                   | |
| 2018 | Re loca                               | Psiquiatra            | Martino Zaidelis                                                 | |
| 2019 | Iniciales S.G.                        | Sergio Gainsbourg     | Rania Attieh y Daniel García                                     | |
| 2020 | El robo del siglo                     | Fernando Araujo       | Ariel Winograd                                                   | |
| 2021 | La noche mágica                       | Nicola                | Gastón Portal                                                    | |
| 2022 | Hoy se arregla el mundo               | Billy                 | Ariel Winograd                                                   | |
| 2022 | Ecos de un crimen                     | Julián Lemar          | Cristian Bernard                                                 | |
| 2022 | La ira de Dios                        | Kloster               | Sebastián Schindel                                               | Película de Netflix |
| 2022 | Más respeto que soy tu madre          | Américo Bertotti      | Marcos Carnevale                                                 | |
| 2023 | Doble discurso                        | El Griego             | Hernán Guerschuny                                                | |
| 2024 | Puntos suspensivos                    | Leo                   | David Marqués                                                    | |

### Televisión
| Año       | Título                            | Personaje                      | Canal       | Notas                                         |
| --------- | --------------------------------- | ------------------------------ | ----------- | --------------------------------------------- |
| 1992-1993 | Zona de riesgo                    | Sebastián                      | Canal 13    |                                               |
| 1995-1997 | Poliladron                        | Rodolfo "Tarta" Gómez          | Canal 13    |                                               |
| 1997-1998 | R.R.D.T.                          | Goma                           | Canal 13    |                                               |
| 1998      | Gasoleros                         | Arturo Ferreti                 | Canal 13    |                                               |
| 1999-2000 | Campeones de la vida              | Sandro Ulloa                   | Canal 13    |                                               |
| 2001      | Culpables                         | Claudio Andretta               | Canal 13    |                                               |
| 2002-2003 | Máximo corazón                    | Basilio Correa                 | Telefe      |                                               |
| 2002-2004 | Los simuladores                   | Emilio Ravenna/Máximo Cozzetti | Telefe      |                                               |
| 2004      | Locas de amor                     | Martín Uribelarrea             | Canal 13    |                                               |
| 2005      | Botines                           | Tano                           | Canal 13    | Episodio 1: "Los 4 Reyes Magos"               |
| 2005      | Botines                           | Matías                         | Canal 13    | Episodio 5: "Lisy"                            |
| 2005      | Botines                           | Carlos Espejo                  | Canal 13    | Episodio 14: "No importa porque yo te quiero" |
| 2005      | Criminal                          | Alejandro Ruiz                 | Canal 9     |                                               |
| 2006      | Mujeres asesinas                  | Pablo                          | Canal 13    | Episodio 8: "Susana, dueña de casa"           |
| 2006      | Sos mi vida                       | Aldo Pelussi                   | Canal 13    |                                               |
| 2007      | El hombre que volvió de la muerte | Elmer Van Hess                 | Canal 13    |                                               |
| 2008      | Cuestión de sexo                  | Bernardo Díaz                  | Cuatro      |                                               |
| 2009      | Revelaciones                      | Guillermo Correa               | Canal 13    | Especial de televisión                        |
| 2012-2014 | En terapia                        | Guillermo Montes               | TV Pública  |                                               |
| 2018      | El host                           | Él mismo                       | FOX Channel | 1 episodio                                    |
| 2021-2023 | El reino                          | Emilio Vázquez Pena            | Netflix     |                                               |

## Teatro
| Año       | Título                                       |
| --------- | -------------------------------------------- |
| 1989-1990 | La ilusión del orgasmo                       |
| 1990-1991 | Volver a La Habana                           |
| 1991-1992 | Angelito                                     |
| 1994      | El enemigo de la clase                       |
| 1994      | Juegos a la hora de la siesta                |
| 1996      | Poliladron                                   |
| 1997-1998 | Bar Ada                                      |
| 1998-1999 | El submarino                                 |
| 1999-2000 | La mano en el frasco, en la caja, en el tren |
| 2000      | Perro de playa                               |
| 2001      | Confesiones del pene                         |
| 2002      | Nuestro fin de semana                        |
| 2003-2004 | Discepolín y yo                              |
| 2004      | La ópera de los tres centavos                |
| 2007-2009 | Muerte de un viajante                        |
| 2010      | Aráoz y la verdad                            |
| 2011      | Un tranvía llamado Deseo                     |
| 2013-2014 | El placard                                   |
| 2015      | La chica del adiós                           |
| 2017-2019 | Los vecinos de arriba                        |
| 2018-2019 | Por H o por B                                |
| 2020-2022 | Inmaduros                                    |
| 2025      | El jefe del jefe                             |

## Premios y nominaciones
Premio Cóndor de Plata
| Año  | Categoría              | Programa            | Resultado |
| ---- | ---------------------- | ------------------- | --------- |
| 2000 | Revelación masculina   | Alma mía            | Nominado  |
| 2002 | Mejor actor            | Taxi, un encuentro  | Nominado  |
| 2006 | Mejor actor            | Tiempo de valientes | Nominado  |
| 2008 | Mejor guion adaptado   | La señal            | Nominado  |
| 2008 | Mejor actor de reparto | La señal            | Ganador   |
| 2010 | Mejor actor            | Música en espera    | Nominado  |
| 2014 | Mejor actor            | La reconstrucción   | Ganador   |
| 2021 | Mejor actor            | El robo del siglo   | Nominado  |

Premio Martín Fierro
| Año  | Categoría                             | Programa                             | Resultado |
| ---- | ------------------------------------- | ------------------------------------ | --------- |
| 2001 | Mejor actor de unitario y/o miniserie | Culpables                            | Ganador   |
| 2002 | Mejor actor de unitario y/o miniserie | Los simuladores                      | Nominado  |
| 2003 | Mejor actor de unitario y/o miniserie | Los simuladores                      | Nominado  |
| 2004 | Mejor actor de unitario y/o miniserie | Locas de amor                        | Nominado  |
| 2005 | Mejor actor de unitario y/o miniserie | Criminal, Botines y Mujeres asesinas | Ganador   |
| 2007 | Mejor actor de unitario y/o miniserie | El hombre que volvió de la muerte    | Nominado  |
| 2012 | Mejor actor de unitario y/o miniserie | En terapia                           | Nominado  |
| 2013 | Mejor actor de unitario y/o miniserie | En terapia                           | Ganador   |
| 2014 | Mejor actor de unitario y/o miniserie | En terapia                           | Ganador   |

Premios Clarín
| Año  | Categoría                 | Programa        | Resultado |
| ---- | ------------------------- | --------------- | --------- |
| 2002 | Mejor actor en televisión | Los simuladores | Ganador   |
| 2005 | Mejor actor en televisión | Criminal        | Ganador   |

Premios Konex
| Año  | Categoría                                                          | Resultado |
| ---- | ------------------------------------------------------------------ | --------- |
| 2011 | Diploma al Mérito: Actor de Cine de la década 2001-2010.           | Ganador   |
| 2011 | Diploma al Mérito: Guionista de Televisión de la década 2001-2010. | Ganador   |
| 2021 | Diploma al Mérito: Actor de Cine de la década 2011-2020.           | Ganador   |